# Bramming
Bramming – miasto w Danii, w regionie Dania Południowa, w gminie Esbjerg.
W mieście jest stacja kolejowa Bramming.